# Niederwald

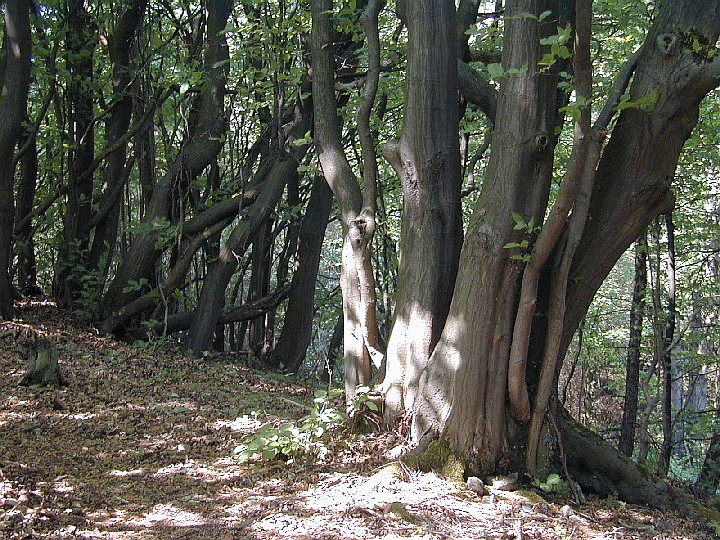
Durchgewachsener, ehemaliger Niederwald aus Hainbuche

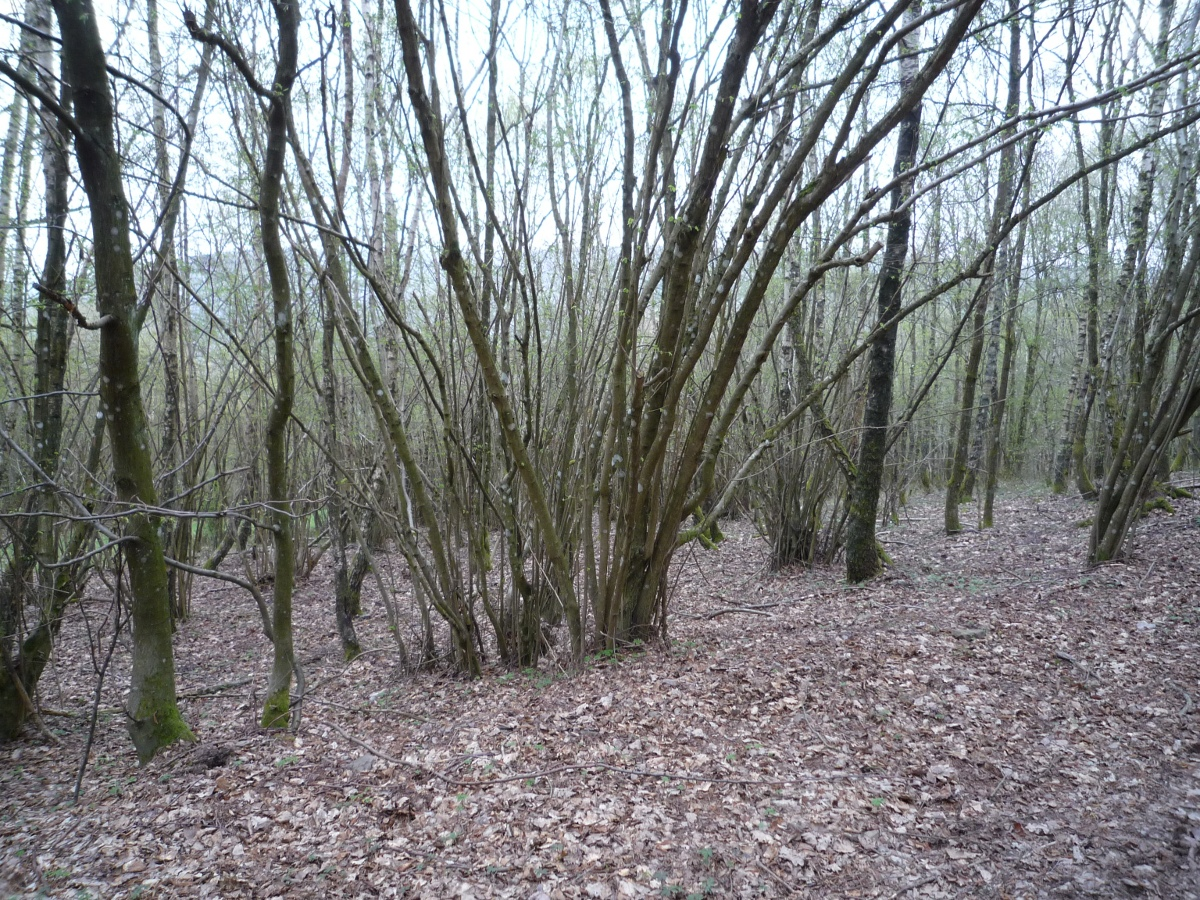
Niederwald bei Schoden/Rheinland-Pfalz, Stockausschlag hauptsächlich aus Hasel, April 2011

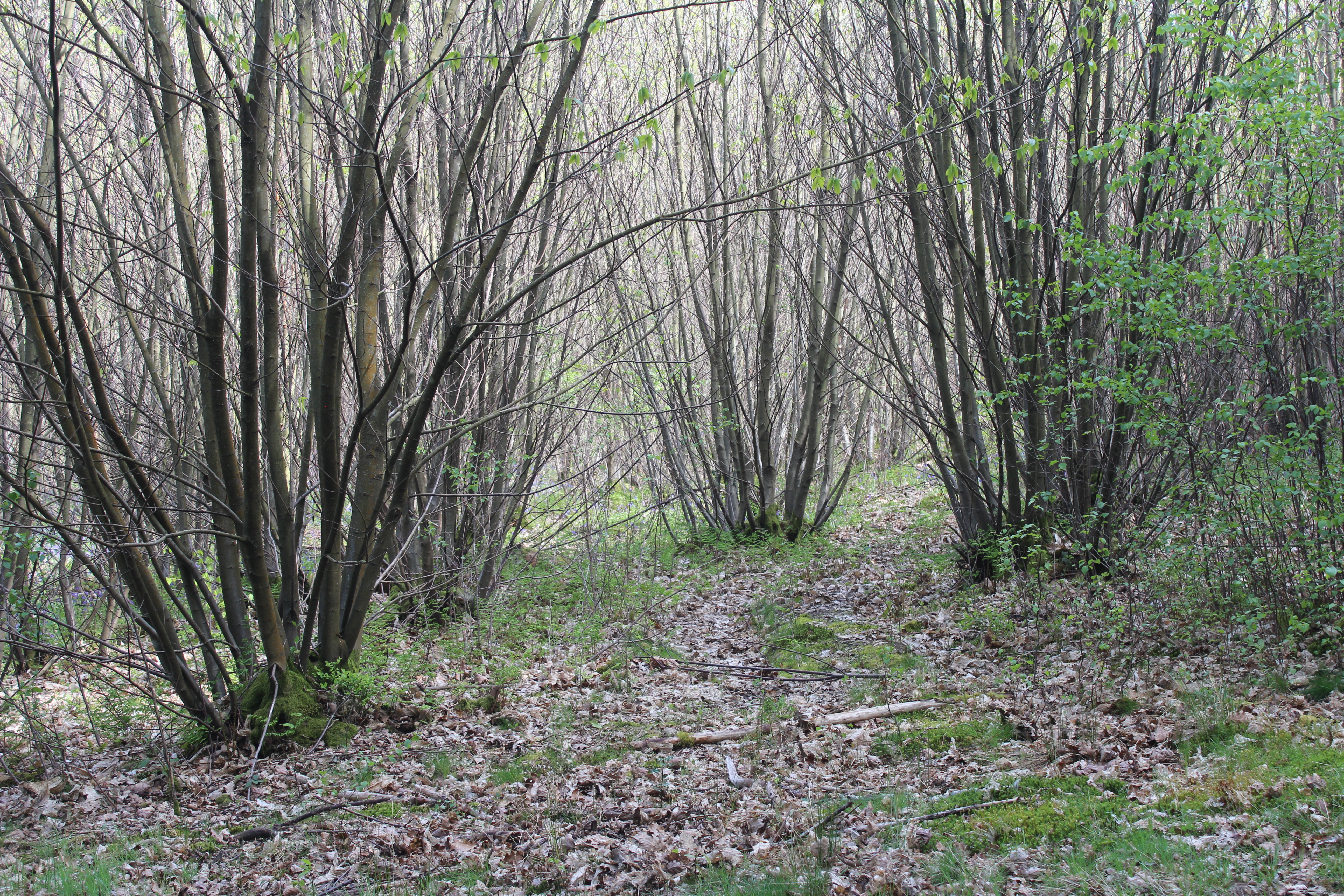
Edelkastanien-Niederwald in der Nähe von Hindhead, Surrey, England

Ein Niederwald ist ein Wald aus Stockausschlag (Stockausschlags-Wald), also aus Bäumen, die aus den Stümpfen gefällter Bäume sprießen. Diese sehr alte Form der Forstwirtschaft ist heute selten, weil die Nachfrage nach ihren Erzeugnissen – Brennholz, Holzkohle, Baumrinde (Lohe) – nur noch gering ist.

## Entstehung
Während die Nutzung und Förderung von Stockausschlägen bereits in der Steinzeit bekannt war, entstanden Niederwälder in der Eisenzeit, indem Bäume wiederholt gefällt wurden und sich so eine regenerationsfähige Vegetation durchsetzte. Diese regenerationsfähigen Gehölze sind in Mitteleuropa im Wesentlichen Eiche, Hainbuche, Linde, Ahorn, Hopfenbuche, Esche und Hasel, die in einem Zyklus von 10 bis 30 Jahren einzelstammweise oder in Parzellen je nach Bedarf gefällt werden. Dadurch entsteht eine lichte und inhomogene Fläche, die mit strauchartigen Bäumen bzw. Büschen von etwa 3 bis 10 m Höhe bestanden ist. Die Regeneration erfolgt dann aus den im Boden verbliebenen Wurzelstöcken und Stümpfen, teilweise auch aus Wurzelbrut. Niederwälder gibt es in vielen Abwandlungen, je nach Nutzung und Standort. Formen des Niederwaldes sind unter anderem der Siegerländer Hauberg und die Lohhecken des Rheinischen Schiefergebirges.

## Baumarten
Die Verjüngung im Niederwald erfolgt ausschließlich aus Stockausschlag. Der Übergang zum Mittelwald zeigt sich dort, wo die Verjüngung auch durch Stehenlassen von einzelnen Kernwüchsen (sogenannten Lassreiteln) erfolgen kann. Wo die Verjüngung jahrhundertelang ausschließlich aus Stockausschlag erfolgt ist, sind die aus überalterten Stöcken entstandenen Bestände meist schwachwüchsiger, als es der jeweilige Standort zulassen würde.
Die Niederwaldwirtschaft hat besonders die Baumarten gefördert, die gut vom Stock ausschlagen, z. B. Hainbuche, Linde oder Hasel. Weniger ausschlagfreudig dagegen sind Eichen, Pappeln oder Birken. Auch lichtbedürftige Baumarten wie Vogelbeere, Echte Mehlbeere, Elsbeere, Speierling, Vogel-Kirsche, Birke, Esche oder Zitterpappel, die teilweise den Vorwaldgesellschaften (Lichtungen, Sukzessionsflächen und Waldränder) oder auch den Hecken zuzuordnen sind, treten in Niederwäldern oder aus Niederwäldern hervorgegangenen Beständen häufiger auf. Auch ist die Krautflora wegen der günstigeren Lichtverhältnisse in Niederwäldern stärker vertreten als in Hochwäldern. Stellenweise wurden auch Bestände aus Schwarzerle (auf Nassstandorten) oder Edelkastanie (vorwiegend in Weinbaugebieten) als Niederwälder bewirtschaftet.
Im französischen Département Isère und im Süden Englands ist die Niederwaldwirtschaft mit Edelkastanien noch anzutreffen, während man im Schweizer Kanton Tessin mit Kastanienniederwäldern zur Wertholzproduktion experimentiert.

## Nutzung
Bis ins 19. Jahrhundert spielte die Köhlerei eine große Rolle, u. a. weil Holzkohle in den Holzkohle-Hochöfen unabdingbar war für die Eisenerzeugung (siehe: Lahn-Dill-Gebiet #Eisenerzeugung). Daneben wurde das eingeschlagene Holz als Brennholz verwertet. Als zusätzliche Nutzung wurde bis in die 1960er Jahre häufig die Lohrindengewinnung praktiziert; hierbei wurde die gerbstoffhaltige Rinde von den frisch eingeschlagenen Eichenstangen mit dem Lohlöffel und von den dünneren Eichenknüppeln mit einem Rindenhammer abgelöst und anschließend getrocknet. Abnehmer waren die örtlichen Gerbereien. Der Einschlag des Lohholzes erfolgte im Frühjahr vor dem Laubaustrieb. Daher auch die alternative Bezeichnung Hauwald.
Im Rheinischen Schiefergebirge, z. B. dem Gebiet der Ahreifel oder dem Ösling (Luxemburg), wurden die Eichen bis Reichhöhe stehend geschält (zum Zeitpunkt des größten Saftflusses, d. h. bis Ende Mai) und erst anschließend gefällt. Ebenso in der Siegerländer Haubergswirtschaft.
Die frisch gehauenen Schläge wurden teilweise landwirtschaftlich genutzt, bis die Stockausschläge zu hoch waren (Röderwirtschaft). Diese Art der Nutzung wurde im Laufe des 18. und 19. Jahrhunderts weitgehend eingestellt. Im Siegerland wurde die landwirtschaftliche Nutzung der Hauberge zum Ende des Krieges und in der Nachkriegszeit zur Reduzierung des Hungers von der Bevölkerung vorübergehend wieder durchgeführt.

## Heutige Verhältnisse
Während in Deutschland weniger als 1 % der Waldfläche als Niederwald bewirtschaftet wird, ist die Ausdehnung in anderen Ländern weitaus höher (1963 betrug sie beispielsweise in Frankreich noch 33 %).
Heute werden in Mitteleuropa nur noch sehr wenige Bestände als Niederwälder bewirtschaftet; die meisten sind entweder in der Überführung zum Hochwald oder, wie bis in die 1990er Jahre hinein häufig praktiziert, in Nadelholzbestände umgewandelt. Die durchgewachsenen oder überführten Bestände sind heute (2005) zum Großteil zwischen 50 und 80 Jahre alt. Baumartenzusammensetzung und Krautflora werden sich in den überführten Beständen, je nach Standort und Bewirtschaftung, in den meisten Fällen langfristig verändern.
Im Siegerland hat die Haubergswirtschaft weiterhin eine sehr große Bedeutung, auch wenn seit Ende des 19. Jahrhunderts Hauberge in Hochwälder umgewandelt wurden. Alfred Becker stellte fest, dass im Jahr 2000 noch ca. 6.000 bis 7.000 ha Niederwald im Siegerland vorhanden waren. Der Grund liegt in der genossenschaftlichen Eigentümerstruktur. Anteilseigner schlagen ihre relativ kleinen Hauberge zur eigenen Brennholzversorgung selbst. Da die Bäume nicht zu hoch sind, bedarf es dazu keiner komplexen Erntemethoden, Maschinen oder Fachkenntnisse. Früher reichten Axt, Lohlöffel und Haubergsknipp, heute kommen auch Motorsägen zum Einsatz. Im Fellinghäuser Hauberg wird aus historischen Gründen der Hauberg weiterhin genauso betrieben, wie es jahrhundertelang üblich war.
In manchen Gebieten wird die Beibehaltung oder Wiederaufnahme des Niederwaldbetriebes gefördert, um diese historische Waldnutzungsform und ihre typische Vegetation auf begrenzter Fläche zu erhalten. Ein Beispiel dafür ist der Niederwald in Teilen des Jasmund-Nationalparks auf der Ostseeinsel Rügen. Hier ist die vorherrschende Baumart die Rotbuche, die nur aufgrund der besonders günstigen klimatischen und Bodenverhältnisse an dieser Stelle zum Stockaustrieb in der Lage ist. Auch bei der in jüngster Zeit zunehmenden Energieholzbewirtschaftung wird wieder mit Niederwäldern experimentiert, weil die schnellwachsenden Baumarten kaum forstlicher Pflege bedürfen und schnell Biomasse produzieren. Eine moderne, vergleichbare Form der Produktion von Biomasse ist die Kurzumtriebsplantage.

## Biodiversität und Ästhetik
In allen Formen des Niederwalds dringt das Licht stärker bis in die Krautschicht durch. „Der große landschaftliche Reiz dieser Betriebsarten besteht vor allem in der Holzartenzusammensetzung und in ihrer Eigenschaft als Übergang zum Feld oder zur düsteren Waldlandschaft.“ Sowohl in ihrer ästhetischen Anmutung unterscheiden sie sich vom Hochwald als auch hinsichtlich ihrer Biodiversität. Die mitteleuropäischen Niederwaldbestände gehören zu 14 Waldgesellschaften. Für die Schweiz zeigte sich, dass buchenfreie Laubwaldgesellschaften (Waldlabkraut-Hainbuchenmischwald, Kronwicken-Eichenmischwald, Platterbsen-Eichenmischwald, Lindenmischwald) deutlich häufiger als Niederwald bewirtschaftet werden. Im Schneesimsen-Buchenwald ist hier allerdings mit weniger Pflanzenarten als im Hochwald zu rechnen.